# Маскарад (альбом)
«Маскарад» — десятый студийный альбом российской неоклассической группы «Caprice». Международный релиз альбома состоялся 25 декабря 2010 на французском лейбле Prikosnovenie.
Второй русскоязычный диск коллектива включает шестнадцать музыкальных интерпретаций стихов Анны Ахматовой, Велимира Хлебникова, Марины Цветаевой, Даниила Хармса, Николая Гумилёва, Владимира Маяковского, а также нашего современника Кирилла Захарова.

## Запись и сведение альбома
«Маскарад» был записан летом 2010 г. Альбом сводили пять звукорежиссёров из России, Франции и Англии. В альбоме есть несколько хоровых эпизодов, записанных артистами Театра им. Станиславского и Немировича-Данченко.

## Концепция альбома
Альбом делится на две части. Смысл первой части — искусство ради искусства, полная свобода самовыражения. Вторая часть альбома — рассказ о том, как неумолимый пресс тоталитарной сталинской системы губит художника физически и творчески. Все пять поэтов, на чьи стихи написана вторая часть альбома, умерли ранней и трагической смертью. В начальный период Советской власти Хлебников и Блок скончались от болезней, вызванных неустроенностью быта; Гумилёв был казнён по обвинению в шпионаже. В годы правления Сталина Цветаева совершила самоубийство; Хармс умер в психиатрической больнице, симулировав сумасшествие при аресте по доносу.

## Дизайн альбома
Дизайн альбома выполнен французской художницей Sabine Adelaide.
На обложке альбома — схематично изображенное человеческое лицо, больше похожее на маску. Внутри маски — детализированное изображение демона, символизирующее тотальный контроль системы над личностью.

## Список композиций
Вся музыка написана Антоном Брежестовским.
| №  | Название                   | Текст песни       | Длительность |
| -- | -------------------------- | ----------------- | ------------ |
| 1. | «Явь»                      | Кирилл Захаров    | 2:56         |
| 2. | «Агнеса»                   | Даниил Хармс      | 3:24         |
| 3. | «Камни»                    | Велимир Хлебников | 2:25         |
| 4. | «Марина»                   | Марина Цветаева   | 2:20         |
| 5. | «Девушке»                  | Николай Гумилёв   | 2:32         |
| 6. | «Венеция»                  | Анна Ахматова     | 3:37         |
| 7. | «Елизавета играла с огнём» | Д. Хармс          | 3:01         |
| 8. | «Колыбельная»              | А. Ахматова       | 3:32         |

| №  | Название                    | Текст песни         | Длительность |
| -- | --------------------------- | ------------------- | ------------ |
| 1. | «Тень хозяина»              |                     | 3:57         |
| 2. | «Что тебе я сделала»        | М. Цветаева         | 4:52         |
| 3. | «Голод»                     | В. Хлебников        | 5:16         |
| 4. | «Гнев Бога поразил наш мир» | Д. Хармс            | 4:03         |
| 5. | «Готтентотская космогония»  | Н. Гумилёв          | 4:19         |
| 6. | «Без маски»                 |                     | 2:23         |
| 7. | «Послушайте»                | Владимир Маяковский | 7:14         |
| 8. | «Лиса и петух»              | Д. Хармс            | 1:38         |

## Участники записи
Группа Caprice:
- Инна Брежестовская — вокал
- Александра Корзина — скрипка
- Алексей Толстов — виолончель
- Николай Горшков — контрабас
- Владимир Бобовников — флейта, пикколо
- Антон Кончаков — кларнет, бас-кларнет
- Алексей Бажалкин — фагот
- Владислав Лаврик — труба
- Татьяна Струнина — арфа
- Антон Брежестовский — клавишные

А также:
- Minister of Sounds — гитара (5)
- Максим Брежестовский — бас-гитары
- Дмитрий Власенко — барабаны
- Людмила Шамина — сопрано
- Марина Нефтеева — сопрано
- Всеволод Васильев — тенор
- Владимир Судаков — тенор
- Вячеслав Кирилюк — баритон
- Максим Осокин — бас